# Marquise de Vivens
'Marquise de Vivens' est un cultivar de rosier obtenu en 1885 par l'obtenteur lyonnais Francis Dubreuil (1842-1916). Il rend hommage à une amatrice de roses de l'époque, châtelaine dans le département de la Loire.

## Description
Ce rosier présente un buisson dense au feuillage vert foncé et aux rameaux presque inermes, pouvant s'élever à 150 cm. Ses fleurs sont rose carmin aux revers presque blancs virant au rose chair. Elles sont grandes (9 cm de diamètre) et doubles (17-25 pétales) en forme de coupes et fleurissent en solitaires ou petits bouquets. La floraison est remontante. Ses cynorhodons sont longs. Elles sont fortement parfumées.
Sa zone de rusticité est de 6b à 9b ; il résiste donc bien aux hivers rigoureux. On croyait cette rose perdue, mais elle a été redécouverte au début du XXIe siècle en Australie où elle a été commercialisée dès 1894. On peut l'admirer à la roseraie de l'État de Victoria.